# Mila Rodino
Mila Rodino (Scumpă Patrie) este imnul național al Bulgariei. A fost scris și compus de Țvetan Țvetcov Radoslavov când a plecat să lupte în Războiul Sârbo-Bulgar din 1885. Imnul a fost adoptat în 1964.

## Versuri

### Versuri bulgărești
| În alfabetul chirilic | În alfabetul latin | Transcriere fonetică (AFI) |
| I Горда Стара планина, до ней Дунава синей, слънце Тракия огрява, над Пирина пламеней. Припев: Мила Родино, ти си земен рай, твойта хубост, твойта прелест, ах, те нямат край. | I Gorda Stara planina, Do nei Dunava sinei, Slănțe Trachia ogreava, Nad Pirina plamenei. Pripev: Mila Rodino, Ti si zemen rai, Tvoita hubost, tvoita prelest, Ah, te neamat crai. | 1 [ɡɔr.d̪ɐ s̪t̪a.rɐ pɫɐ.n̪i.n̪a ǀ] [d̪o̝ n̪ɛj d̪u.n̪ɐ.vɐ s̪i.n̪ɛj ǀ] [s̪ɫɤ̞n̪.t͡sɛ t̪ra.k̟i.jɐ o̝g.rʲa̟.vɐ ǀ] [n̪at̪ pi.ri.n̪ɐ pɫɐ.mɛ.n̪ɛj ǁ] [pri.pɛf] [mi.ɫɐ rɔ.d̪i.n̪o̝ ǀ] [t̪i s̪i z̪ɛ.mɛn̪ raj ǀ] [t̪fɔj.t̪ɐ xu.bɔs̪t̪ ǀ t̪fɔj.t̪ɐ prɛ.lɛs̪t̪ ǀ] [ax ǀ t̪ɛ ɲ̪a̟.mɐt̪ kraj ǁ] |

### Traducere înromână
Mândrii munți Balcani,
pe lângă ei Dunărea curge,
soarele răsare peste Tracia,
strălucind peste Pirin.
Cor:
(Patrie!) Scumpă patrie!
Ești raiul pe pământ!
Frumusețea și farmecul tău,
Ah, nu se mai termină!

### Versiune neoficială înengleză
Oh, thy Balkan Mounts noble,
By it sparkleth the Danube;
O’er Thrace the Sun beameth forth,
O’er Pirin blazeth forth.
Chorus:
(Motherland!) Oh, dear Motherland!
Thou – earth’s Promised Land!
Thy beauty, thy loveliness,
Ah, fore’er boundless!